# 奧托一世 (拿騷)
奧托一世（德語：Otto I. von Nassau，1224年－1289年或1290年），拿騷伯爵，海因里希二世的第三子，拿騷王朝奧托系的始祖。

拿騷王朝奧托系的徽章

## 家庭
奧托一世的妻子是萊寧根的阿格尼絲，兩人共有三個兒子：
1. 海因里希（約1270年—1343年），拿騷-錫根伯爵
2. 埃米希（英语：Emicho I, Count of Nassau-Hadamar）（？年—1334年），拿騷-哈達馬爾伯爵
3. 約翰（英语：John, Count of Nassau-Dillenburg）（？年—1328年），拿騷-迪倫堡伯爵